# Гольдшмидт, Роберт
Роберт Бенедикт Гольдшмидт (фр. Robert Benedict Goldschmidt; 4 мая 1877, Брюссель — 28 мая 1935, Вильнёв-Лубе) — бельгийский учёный-физик, химик и технолог. Предложил стандартизированные микрофиши (микрофильмы) в 1906 году, под его эгидой запущен дирижабль «Бельгия» в 1907 году и стартовала первая регулярная радиопередача концертов в 1914 году. Участник 1-го и 2-го Сольвеевских конгрессов.

## Биография
В начале 1900-х годов работал вместе с Полем Отле над созданием микрофильмов (в те времена известных как «микрофотографии») с целью хранения на них библиографических данных.
В 1907 году завершил опыт с беспроводной телеграфией в Брюсселе, осуществив связь Дворца Правосудия с цитаделью Намюра и обсерваторией в Льеже, вследствие чего по велению короля Альберта I в Лакенском дворце в 1913 году была построена радиостанция. Аналогичная станция была построена в Леопольдвиле (Бельгийское Конго).
В 1921 году в Такертоне, Нью-Джерси, США, для обеспечения работы местной радиостанции был установлен генератор переменного тока высокой частоты, созданный Гольдшмидтом, который был снят с эксплуатации лишь в 1948 году.
В течение тридцати лет был профессором химии в Брюссельском университете.
Похоронен на кладбище Брюсселя.